# Euphorbia friesii
Euphorbia friesii es una especie fanerógama perteneciente a la familia de las euforbiáceas.  Es originaria de  Zambia.

## Descripción
Es una hierba perenne con una raíz tuberosa subglobosa de 5 cm de diámetro. Los tallos de  45 cm de altura. Hojas de 9 × 6 cm, suborbiculares a ovadas, a veces rojizas, ambas superficies escábridas generalmente con numerosos pelos rígidos cartilaginosos, el margen bien crispado y densamente peludo, nervio central prominente por debajo; peciolo de 6 mm de largo; estípulas de 0,5 mm de diámetro, glandulares. Las inflorescencias en cimas axilares, 3-4-bifurcada; pedúnculos de 8 cm de largo, ramas cima a 15 mm de largo, ambos con visibles espinas cartilaginosas dispersas de 0.2-1 mm de largo, las brácteas se unen en una bráctea que envuelve como una taza al ciatio, de 10 × 16 mm, superficialmente muescas entre los lóbulos redondeados, de color blanquecino, con vetas de color verde oscuro a púrpura y la superficie de dispersión cartilaginoso. Ciatio de 5 x 4 mm, con involucros en forma de copa, borde glandular 1,25 mm de alto, blanco, lóbulos 1 × 1 mm, redondeados, flores denticuladas. El fruto es una cápsula de 5 × 4 mm, obtuso lobulada, con la superficie cartilaginosa y arrugada. Semillas de 3 × 1,25 mm, oblongo, 4-ángulo, minuciosamente verrucosa, marrón pálido; Carúncula como tapa de 1 mm de diámetro, estipitada, amarillo.

## Taxonomía
Euphorbia friesii fue descrita por (N.E.Br.) Bruyns y publicado en Taxon 55: 412. 2006
Etimología
Euphorbia: nombre genérico que deriva del médico griego del rey Juba II de Mauritania (52 a 50 a. C. - 23), Euphorbus, en su honor –o en alusión a su gran vientre–  ya que usaba médicamente Euphorbia resinifera. En 1753 Carlos Linneo asignó el nombre a todo el género.
friesii: epíteto otorgado  en honor de Robert Elias Fries (1876-1966), botánico y recolector sueco que participó en expediciones africanas y sudamericanas.
Sinonimia
- Monadenium friesii N.E.Br.	[6][1]